# ناحیه کانینگهام، شهرستان شمپین، ایلینوی
ناحیه کانینگهام، شهرستان شمپین، ایلینوی (به انگلیسی: Cunningham Township) یک منطقهٔ مسکونی در ایالات متحده آمریکا است که در شهرستان شمپین، ایلینوی واقع شده‌است. ناحیه کانینگهام ۴۱٬۲۵۰ نفر جمعیت دارد و ۲۲۲ متر بالاتر از سطح دریا واقع شده‌است.